# Петренко, Виктор Егорович
Виктор Егорович Петренко (10 августа 1937 года, Ростов-на-Дону — 28 сентября 2000 года, Новосибирск) — советский и российский учёный в области математики и механики.

## Биография
Родился в рабочей семье.
Во время Великой Отечественной войны оказался на оккупированной фашистами территории, чудом избежал расстрела, попав в заложники. Был освобождён советской армейской разведкой, совершавшей рейд по занятой врагом территории. Впоследствии благополучно пережил несколько экстремальных ситуаций — авиакатастрофу, клиническую смерть и др.
В 1961 году окончил механико-математический факультет МГУ им. М. В. Ломоносова по кафедре волновой и газовой динамики, ученик академика Х. А. Рахматулина.
С 1964 по 1965 год преподавал в Курском политехническом институте, старший преподаватель.
Подготовил кандидатскую диссертацию по теме «Штамповка взрывом» (защита не состоялась).
С 1965 года работал в Вычислительном центре СО АН СССР (ИВМ и МГ СО РАН), ведущий конструктор, младший научный сотрудник, старший научный сотрудник, заведующий лабораторией.
Преподавал в новосибирской ФМШ и на кафедре прикладной математики Новосибирского университета.
Скончался после тяжелой болезни.

## Награды
Государственная премия СССР за работы по оборонной тематике (1988)

## Научные интересы
Работал в области математического моделирования нелинейных процессов в механике, физике взрыва и геофизике. Разработал эффективные программы для численного решения задач в различных областях мехамики сплошных сред.
Автор более 170 научных работ.